# Ankirihitra (plaats)
Ankirihitra is een plaats en commune in het noordwesten van Madagaskar, behorend tot het district Ambato Boeny, dat gelegen is in de regio Boeny. Tijdens een volkstelling in 2001 telde de plaats 9.154 inwoners.
De plaats biedt enkel lager onderwijs aan. 99 % van de bevolking werkt als landbouwer en 1 % verdient zijn brood als visser. Het belangrijkste landbouwproduct is rijst; andere belangrijke producten zijn mais en maniok.